# بليد رنر
بليد رنر هو فِلم خيال علمي أمريكي صدر عام 1982. أخرجه رِدلي سكوت، وكتبه همبتن فانتشر وديفد بيبلز. قصته مستلهَمة من رواية «هل يحلم أشباه الإنسان بخرفان كهربائية؟» للكاتب فِلِب كِندرِد دِك.
كان لهذا الفلم تأثير على العديد من أفلام الخيال العلمي، وألعاب الفيديو، والأنِمي، والمسلسلات التلفزيونية.
في عام 1993، تم انتقاء الفلم ليتم حفظه في السجل الوطني للأفلام التابع لمكتبة الكُنغرس لكونه «ذو أهمية ثقافية وتاريخية وجمالية.»
في عام 2017، صدرت تتمة لهذا الفلم: Blade Runner 2049.

## قصة

### سِياق
تجري قصة الفلم في نوفمبر 2019 م، بمدينة لُس أنجليس، في جو ممطر ووحيش شبه منعدم. المدينة منحطة ومظلمة ومكتظة، والناس مُعَرَّضون لدعايات مستمرة. يتم تشجيع الساكنة للهجرة نحو «العالم الخارجي» (Off-world)، وهو مجموع المستعمرات الموجودة في الكواكب الأخرى. توجد بالمدينة حيوانات اصطناعية وكذلك أشباه إنسان (أندرويدات)، كائنات عضوية صُنعت عن طريق التعديل الوراثي وتدعى كذلك «مَناسيخ» (replicants)، جمع «مَنْسوخ»، لكونها نُسَخ عن الإنسان. تُعتبر هذه الكائنات عبيدا عصريا يتم استعمالها في الأعمال الشاقة أو الخطرة، وكذا في القوات المسلحة أو كأدوات استمتاع.
يتم تصنيع المناسيخ من طرف شركة تَيْرال (Tyrell Corporation) وحدها. هذه الأخيرة التي يديرها إلدُن تيرال، لها مقر مركزي على شكل هرم شامخ وعريض يهيمن على المدينة. بعد ثورة دموية للمناسيخ في إحدى المستعمرات المريخية، تم حظر وجودها في كوكب الأرض. تعمل وحدات شرطية خاصة، الـ«blade runners»، على فرض القانون، والذي بموجِبه يتم قتل جميع المناسيخ ذات وضعية غير قانونية. هذه العملية تسمى بـ«الإقعاد» (retiring). إلا أنه يصعب التعرف على أشباه الإنسان الأكثر تطورا، ما يستلزم من الـblade runners إجراء تحريات طويلة للتأكد من أن المشتبه به منسوخ قبل «إحالته إلى التقاعد» (أي قتله).

### تلخيص
قام ست مناسيخ من النموذج نِكسُس-6 بتغيير مسار مركبة فضائية بعد أن قتلوا طاقمها وركابها، واتجهوا بها نحو كوكب الأرض. ويُعد نكسس-6 جيل المناسيخ الأكثر تطورا، لكن مدة حياته محدودة في أربعة أعوام، وذلك تجنبا لأنسنته (أن يصبح إنسانا). بعد وصولهم لكوكب الأرض، حاولت هذه المناسيخ الستة اختراق شركة تيرال، ما أدى إلى قتل اثنين خلال المحاولة واختفاء الآخرين. لاحقا، أجرى ديف هُلدَن اختبار فُويت-كَمف (Voight-Kampff test) الكاشف عن أشباه الإنسان على لِيُون كُفَلسكي.

## شخصيات
- هاريسون فورد، بدور ريك ديكارد [الإنجليزية]‏
- جو توركل [الإنجليزية]‏
- مايكل إيمرت ولش
- ويليام ساندرسون
- مورجان باول [الإنجليزية]‏
- جيمس هونج
- جوانا كاسيدي
- داريل هانا
- إدوارد جيمس أولموس
- برون جيمس
- راتغر هاور، بدور روي باتي
- شون يونغ، بدور
- بِيِن أستر، بدور عبدل بن الحسن[13]

## إنتاج

### تصوير
صوّر الفيلم في لوس أنجلوس، وكان جوردن كورنينويث ‏ مديرًا لتصوير الفيلم.

### موسيقى
موسيقى الفيلم التصويرية من تلحين فانجيليس، وأُصدرت الموسيقى التصويرية في ألبوم يحمل اسم "Blade Runner".

## استقبال

### الجوائز والترشيحات
الجوائز
- سجلات الأفلام الوطنية (1993)[14]
- جائزة البافتا لأفضل تصميم إنتاج [الإنجليزية]‏، الفائز: لورانس ج. بول [الإنجليزية]‏ (1983)
- جائزة البافتا لأفضل تصوير سينمائي [الإنجليزية]‏، الفائز: جوردن كورنينويث [الإنجليزية]‏ (1983)
- جائزة هوغو لأفضل عمل درامي، الفائز: بليد رانر (1983)
- جائزة جمعية نقاد السينما في لوس أنجلوس لأفضل تصوير سينمائي [الإنجليزية]‏، الفائز: جوردن كورنينويث [الإنجليزية]‏ (1982).

الترشيحات
- جائزة الأوسكار لأفضل تصميم إنتاج، المُرشَّح: لورانس ج. بول [الإنجليزية]‏، وديفيد سنايدر، وليندا ديسينا [الإنجليزية]‏، في: حفل توزيع جوائز الأوسكار الخامس والخمسون (1983)
- جائزة غولدن غلوب لأفضل موسيقى تصويرية، المُرشَّح: فانجيليس (1983)
- جائزة البافتا لأفضل تأثيرات بصرية خاصة [الإنجليزية]‏، المُرشَّح: دوغلاس ترومبول، وريتشارد يوريتشيتش [الإنجليزية]‏، وديفيد دراير [الإنجليزية]‏ (1983)
- جائزة زحل لأفضل مخرج، المُرشَّح: ريدلي سكوت (1983)
- جائزة زحل لأفضل فيلم خيال علمي، المُرشَّح: بليد رانر (1983)
- جائزة زحل لأفضل مؤثرات خاصة [الإنجليزية]‏، المُرشَّح: دوغلاس ترومبول، وريتشارد يوريتشيتش [الإنجليزية]‏ (1983)
- جائزة زحل لأفضل صوت [الإنجليزية]‏ (1983)
- جائزة البافتا لأفضل موسيقي أفلام، المُرشَّح: فانجيليس (1983)
- جائزة البافتا لأفضل مكياج وشعر [الإنجليزية]‏، المُرشَّح: Marvin Westmore [الإنجليزية]‏ (1983)
- جائزة الأوسكار لأفضل تأثيرات بصرية، المُرشَّح: دوغلاس ترومبول، وريتشارد يوريتشيتش [الإنجليزية]‏، وديفيد دراير [الإنجليزية]‏، في: حفل توزيع جوائز الأوسكار الخامس والخمسون (1983)
- جائزة البافتا لأفضل تحرير [الإنجليزية]‏، المُرشَّح: تيري رولينغز [الإنجليزية]‏ (1983)
- جائزة زحل لأفضل ممثل مساعد [الإنجليزية]‏، المُرشَّح: راتغر هاور (1983)

### استشهادات
1. 1 2  Australian Classification ID: blade-runner-2.
2. 1 2  وصلة مرجع: http://www.cinemarx.ro/filme/Blade-Runner-Vanatorul-de-recompense-7389.html. الوصول: 18 مايو 2016.
3. ↑  مذكور في: فيلمافينيتي. مُعرِّف فيلم أفينيتي (FilmAffinity): 358476. الوصول: 18 مايو 2016. لغة العمل أو لغة الاسم: الإنجليزية.
4. 1 2 3 4 5 6 7 8 9 10 11 12 13  وصلة مرجع: http://www.bbfc.co.uk/releases/blade-runner-film-0. الوصول: 18 مايو 2016.
5. 1 2 3  مذكور في: ميتاكريتيك. مُعرِّف  ميتاكريتيك (Metacritic): movie/blade-runner. الوصول: 18 مايو 2016. لغة العمل أو لغة الاسم: الإنجليزية.
6. 1 2 3 4 5 6 7 8 9 10 11  وصلة مرجع: http://www.ofdb.de/film/281,Der-Blade-Runner. الوصول: 18 مايو 2016.
7. 1 2 3 4 5 6 7 8 9  وصلة مرجع: http://www.imdb.com/title/tt0083658/fullcredits. الوصول: 18 مايو 2016.
8. ↑  وصلة مرجع: http://www.beyazperde.com/filmler/film-1975/. الوصول: 18 مايو 2016.
9. ↑  مذكور في: فيلمافينيتي. مُعرِّف فيلم أفينيتي (FilmAffinity): 358476. الوصول: 13 يوليو 2016. لغة العمل أو لغة الاسم: الإنجليزية.
10. ↑  وصلة مرجع: http://www.sinemalar.com/film/909/bicak-sirti. الوصول: 18 مايو 2016.
11. ↑  مذكور في: بوكس أوفيس موجو. معرف فيلم بوكس أوفيس موجو: bladerunner. الوصول: 27 سبتمبر 2014. لغة العمل أو لغة الاسم: الإنجليزية.
12. 1 2  "بوكس أوفيس موجو" (بالإنجليزية). Retrieved 2022-04-28.
13. ↑  Abdul Ben Hassan | Off-world: The Blade Runner Wiki | FANDOM powered by Wikia نسخة محفوظة 28 أغسطس 2019 على موقع واي باك مشين.
14. ↑  "Librarian of Congress Names 25 More Films to National Film Registry". Librarian of Congress Names 25 More Films to National Film Registry. مكتبة الكونغرس. 14 ديسمبر 1993. مؤرشف من الأصل في 2016-03-03.

## وصلات خارجية
- الموقع الرسمي
- بليد رانر على موقع IMDb (الإنجليزية)
- بليد رانر على موقع ميتاكريتيك (الإنجليزية)
- بليد رانر على موقع الموسوعة البريطانية (الإنجليزية)
- بليد رانر على موقع روتن توميتوز (الإنجليزية)
- بليد رانر على موقع قاعدة بيانات الأفلام العربية
- بليد رانر على موقع ألو سيني (الفرنسية)
- بليد رانر على موقع Turner Classic Movies (الإنجليزية)
- بليد رانر على موقع أول موفي (الإنجليزية)
- بليد رانر على موقع بوكس أوفيس موجو (الإنجليزية)
- بليد رانر على موقع فيلمافينيتي (الإسبانية)